# Campeonato Mundial de Remo de 1977
El VII Campeonato Mundial de Remo se celebró en Ámsterdam (Países Bajos) entre el 24 y el 28 de agosto de 1977 bajo la organización de la Federación Internacional de Sociedades de Remo (FISA) y la Real Federación Neerlandesa de Remo.
Las competiciones se realizaron en el canal de remo Bosbaan, ubicado al sur de la ciudad holandesa.

## Medallistas

### Masculino
| Evento                         | Oro | Plata | Bronce |
| ------------------------------ | --- | --- | --- |
| Scull individual M1X           | Joachim Dreifke RDA | Pertti Karppinen · Finlandia · | Nikolai Dovgan URSS |
| Doble scull M2X                | Christopher Baillieu Michael Hart Reino Unido | Hans-Ulrich Schmied Rüdiger Reiche RDA | Guennadi Korshikov Yevgueni Shorni URSS |
| Cuatro scull M4X               | Wolfgang Güldenpfennig Karl-Heinz Bußert Martin Winter Frank Dundr RDA                                                                                                | Karel Černý Zdeněk Pecka Václav Vochoska Filip Koudela Checoslovaquia | Eftim Stoyanov Bogdan Dobrev Liubomir Petrov Jristo Zhelev Bulgaria                                                                                           |
| Dos sin timonel M2-            | Vitali Yeliseyev Alexandr Kulaguin URSS | John Roberts James Clark Reino Unido | Ortwin Rodewald Bernd Krauß RDA |
| Dos con timonel M2+            | Todor Mrankov Dimitar Yanakiev Stefan Stoikov (t) Bulgaria | Harald Jährling Friedrich-Wilhelm Ulrich Georg Spohr (t) RDA | Karel Neffe Karel Mejta Jiří Pták (t) Checoslovaquia |
| Cuatro sin timonel M4-         | Siegfried Brietzke Andreas Decker Stefan Semmler Wolfgang Mager RDA                                                                                                   | David Lindstrom Ivan Sutherland Desmond Lock David Rodger Nueva Zelanda | Lubomír Zapletal Vlastimil Beránek Josef Neštický Pavel Konvička Checoslovaquia                                                                               |
| Cuatro con timonel M4+         | Ullrich Dießner Gottfried Döhn Walter Dießner Dieter Wendisch Andreas Gregor (t) RDA                                                                                  | Klaus Meyer Wolfram Thiem Frank Schütze Gabriel Konertz Helmut Sassenbach (t) RFA                                                                                                   | Ivan Botev Nasko Markov Rumen Jristov Tsvetan Petkov Nenko Dobrev (t) Bulgaria                                                                                |
| Ocho con timonel M8+           | Gerd Sredzki Bernd Lindner Frank Gottschalt Ulrich Kons Hans-Joachim Lück Bernd Frieberg Ulrich Karnatz Wolfgang Gunkel Frank Jahncke (t) RDA                         | Raul Arnemann Mijail Kuznetsov Valeri Dolinin Alexandr Beliayev Anatoli Ivanov Vasili Potapov Alexandr Klepikov Vladimir Yeshinov Alexandr Lukianov (t) URSS                        | Fritz Schuster Diethelm Maxrath Thomas Scholl Klaus Roloff Gerhard Reinert Winfried Ringwald Volker Sauer Wolf-Dieter Oschlies Hartmut Wenzel (t) RFA         |
| Scull individual ligero LM1X   | Reto Wyss · Suiza · | Morten Espersen Dinamarca | Lawrence Klecatsky Estados Unidos |
| Cuatro sin timonel ligero LM4- | Francis Pelegri André Coupat Michel Picard André Picard Francia | Colin Smith Peter Antonie Simon Gillett Geoffrey Rees Australia | Hans Lycklama · Hans Povel · Hans Pieterman · Ge Schous · Países Bajos ·                                                                                      |
| Ocho con timonel ligero LM8+   | Nigel Read Paul Stuart-Bennett Christopher George Stephen Simpole Colin Cusack Duncan Innes Daniel Topolski Christopher Drury Patrick Sweeney (t) Reino Unido 5:57,37 | Antonio Elizalde Javier Puertas Cabezudo Dionisio Redondo José Mas Casanovas José Martí Miranda Rafael Gómez Pereira Fernando Climent José Rojí Carmelo Lafuente (t) España 5:57,44 | Phillip Gardiner Malcolm Robertson Phillip Ainsworth Rodney Stewart Ian Porter Alan de Belin Richard Garrard John Hawkins David England (t) Australia 6:00,51 |

### Femenino
| Evento                        | Oro | Plata | Bronce |
| ----------------------------- | --- | --- | --- |
| Scull individual W1X          | Christine Scheiblich RDA | Iskra Velinova Bulgaria | Mariann Ambrus · Hungría · |
| Doble scull W2X               | Anke Borchmann Roswietha Zobelt RDA                                                                                                 | Svetla Otsetova Zdravka Yordanova Bulgaria | Elizabeth Hills-O'Leary Lisa Hansen Stone Estados Unidos |
| Cuatro scull con timonel W4X+ | Sabine Gust Petra Boesler Viola Kowalschek Sybille Tietze Elke Rost (t) RDA                                                         | Veronica Jugănaru Felicia Afrăsiloaie Maria Mosneagu Aneta Marin Elena Giurcă (t) Rumania                                                               | Rumeliana Boncheva Rositsa Spasova Penka Gocheva Anka Bakova Stanka Gueorguieva (t) Bulgaria                                                                |
| Dos sin timonel W2-           | Sabine Dähne Angelika Noack RDA | Joke Dierdorp · Karin Abma · Países Bajos · | Susan Antoft · Elizabeth Craig · Canadá · |
| Cuatro con timonel W4+        | Bärbel Bendiks Katja Rothe Ilona Richter Marion Rohs Marina Wilke (t) RDA                                                           | Raisa Tsarkova Valentina Alexeyeva Sofia Shurkalova Nina Abramova Nina Frolova (t) URSS                                                                 | Elena Avram Florica Petcu Florica Zamfir Georgeta Militaru Elena Giurcă (t) Rumania                                                                         |
| Ocho con timonel W8+          | Cornelia Klier Ute Steindorf Gabriele Kühn Kersten Neisser Marita Sandig Andrea Kurth Bianka Schwede Karin Metze Sabine Heß (t) RDA | Olga Pivovarova Nina Antoniuk Tatiana Buniak Nadezhda Dergachenko Natalia Gorodilova Nina Umanets Mariya Paziun Olga Krishevich Raisa Kirilova (t) URSS | Joy Fera · Christine Neuland · Jacklin Kelly · Nancy Higgins · Dolores Young · Patricia Smith · Mazina Delure · Carol Eastmore · Ilona Smith (t) · Canadá · |

## Medallero
| Núm. | País           | Oro | Plata | Bronce | Total |
| ---- | -------------- | --- | ----- | ------ | ----- |
| 1    | RDA            | 11  | 2     | 1      | 14    |
| 2    | Reino Unido    | 2   | 1     | 0      | 3     |
| 3    | URSS           | 1   | 3     | 2      | 6     |
| 4    | Bulgaria       | 1   | 2     | 3      | 6     |
| 5    | Francia        | 1   | 0     | 0      | 1     |
| 5    | Suiza          | 1   | 0     | 0      | 1     |
| 7    | Checoslovaquia | 0   | 1     | 2      | 3     |
| 8    | RFA            | 0   | 1     | 1      | 2     |
| 8    | Australia      | 0   | 1     | 1      | 2     |
| 8    | Países Bajos   | 0   | 1     | 1      | 2     |
| 8    | Rumania        | 0   | 1     | 1      | 2     |
| 12   | Dinamarca      | 0   | 1     | 0      | 1     |
| 12   | España         | 0   | 1     | 0      | 1     |
| 12   | Finlandia      | 0   | 1     | 0      | 1     |
| 12   | Nueva Zelanda  | 0   | 1     | 0      | 1     |
| 16   | Canadá         | 0   | 0     | 2      | 2     |
| 16   | Estados Unidos | 0   | 0     | 2      | 2     |
| 18   | Hungría        | 0   | 0     | 1      | 1     |
|      | TOTAL          | 17  | 17    | 17     | 51    |